# Lamiel
Pour le film de Jean Aurel, voir Lamiel (film).
Lamiel est un roman posthume inachevé de Stendhal, paru pour la première fois en 1889. Stendhal a commencé à rédiger le brouillon de l'œuvre en 1839, poursuivant sa rédaction interrompue par sa mort en 1842. Le texte publié correspond à l'état final des manuscrits, en mars 1841.

## L'intrigue
L'histoire se déroule au début de la monarchie de Juillet. Lamiel est une jeune fille passionnée par les romans d'aventures et de brigands. Elle vit dans un petit village de Normandie, adoptée par un couple de bigots provinciaux, les Hautemare. Devenue la dame de compagnie de la duchesse de Miossens, notable locale, elle s'ennuie à mourir, littéralement. Elle est soignée par le Docteur Sansfin, homme laid, bossu, cynique et ambitieux, qui lui prodigue ses bons conseils : « Il y a donc doublement à gagner à écouter la voix de la nature et à suivre tous ses caprices : d'abord l'on se donne du plaisir, ce qui est le seul objet pour lequel la race humaine est placée ici-bas ; en second lieu, l'âme fortifiée par le plaisir, qui est son élément véritable, a le courage de n'omettre aucune de ces petites comédies nécessaires à une jeune fille pour gagner la bonne opinion des vieilles femmes en crédit dans le village ou le quartier qu'elles habitent. » Rétablie, elle cherche à savoir ce qu'est l'amour en couchant avec un jeune paysan. Elle est déçue. Ayant séduit le fils de la duchesse de Miossens, elle s’enfuit avec lui avant de l'abandonner pour rejoindre Paris avec son argent. Là, elle se trouve un autre amant, le comte de Nerwinde, dont elle n’est pas plus amoureuse que du précédent, et qui ne lui procure toujours aucun plaisir : « L’amour dont tous ces jeunes gens parlent existe-t-il en effet pour eux, en sa qualité du roi des plaisirs, et suis-je insensible à l’amour? » Cela ne l’empêche pas de mener une vie joyeuse. 

## Plans successifs
La mort de Stendhal le 23 mars 1842 a laissé là son héroïne, quittant Nerwinde. Dans une première version il projetait de lui faire connaître le véritable amour avec un brigand, Valbayre, inspiré de Lacenaire. Après son arrestation et son exécution, elle aurait épousé le duc de Miossens. Finalement, Lamiel mourrait dans l’incendie du Palais de Justice qu’elle avait allumé pour venger la mort de son amant. 

En mars 1841, Stendhal délaissait le personnage de Lamiel pour faire de son roman « Les Français de Louis Philippe », dont le premier chapitre serait « La révolution de 1830 éclate » et le dernier « Sansfin sous-préfet », privilégiant le portrait d’un ambitieux sans scrupule plutôt que les aventures amoureuses d'une jeune fille.

## Sources d’inspiration
Comme modèle pour le personnage de Lamiel, Stendhal se serait inspiré de deux de ses maîtresses : 
- Giulia Rinieri, jeune Italienne impétueuse, tombée amoureuse de lui en février 1830, et qui ne cessera de lui accorder beaucoup de tendresse.
- Mais c’est surtout Mélanie Guilbert, dont il fut très amoureux de janvier 1805 à mars 1806, seule femme avec qui il vécut en couple, qui semble l’avoir fortement inspiré[7]. Comme elle, Lamiel est une belle blonde aux yeux bleus, idéal de la beauté normande[8]. Dans ses notes pour son roman, Stendhal aurait écrit d'une écriture rendue illisible par la maladie : « Je ne puis travailler à rien de sérieux for this little gouine[9]. » Phrase s’appliquant peut-être autant au personnage de Lamiel qu’à Mélanie elle-même, expliquant la difficulté de ses relations avec les hommes et ses amitiés féminines.

## Principales éditions
- Lamiel, roman inédit publié par Casimir Stryienski (Librairie moderne, 1889)
- Lamiel, texte établi, annoté et préparé par Henri Martineau (Le Divan, 1928), rééd. multiples (dont La Pléiade)
- Lamiel, texte établi, annoté et préfacé par Victor Del Litto (Cercle du Bibliophile, Genève, 1971)
- Lamiel, texte établi, annoté et présenté par Anne-Marie Meininger (coll. « Folio », Gallimard, 1981)
- Lamiel, édition établie et présentée par Jean-Jacques Hamm (GF-Flammarion, n° 620, 1993).

## Adaptation cinématographique
- Lamiel par Jean Aurel en 1967.